# Carterornis
Carterornis — рід горобцеподібних птахів родини монархових (Monarchidae). Представники цього роду мешкають в Австралії та Меланезії. Рід названий на честь англійського орнітолога Томаса Картера.

## Таксономія і систематика
За результатами молекулярно-генетичного дослідження 2005 року низку видів, яких раніше відносили до роду Монарх (Monarcha) було переведено до відновленого роду Carterornis, введеного австралійським орнітологом Грегорі Метьюсом в 1912 році.

## Види
Виділяють чотири видів:
- Монарх квінслендський (Carterornis leucotis)
- Монарх білокрилий (Carterornis pileatus)
- Carterornis castus[6]
- Монарх золотий (Carterornis chrysomela)